# Real Steel
Real Steel, amerikansk actionfilm från 2011.

## Handling
I en nära framtid har boxning mellan robotar blivit en stor publiksport. Charlie Kenton tror sig ha hittat en vinnare i en bortkastad robot samtidigt upptäcker han att han har en elvaårig son, som vill lära känna sin far.

## Om filmen
Real Steel regisserades av Shawn Levy, som även producerade filmen. Bland de exekutiva producenterna för filmen finns namn såsom Steven Spielberg och Robert Zemeckis.
Filmen är baserad på novellen Steel av Richard Matheson. 
Real Steel nominerades till en Oscar för bästa specialeffekter.

## Rollista (urval)
- Hugh Jackman - Charlie Kenton
- Dakota Goyo - Max Kenton
- Evangeline Lilly - Bailey Tallet
- Anthony Mackie - Finn
- Kevin Durand - Ricky
- Phil LaMarr - boxingkommentator från ESPN